# Elezioni comunali in Basilicata del 2009
Le elezioni comunali in Basilicata del 2009 si tennero il 6 e 7 giugno (con ballottaggio il 21 e 22 giugno).

## Potenza

### Potenza
| Candidati                        | Candidati                   | II turno             | II turno            | I turno | I turno | Liste                                | Voti   | %     | Seggi |
| Candidati                        | Candidati                   | Voti                 | %                   | Voti    | %       | Liste                                | Voti   | %     | Seggi |
| -------------------------------- | --------------------------- | -------------------- | ------------------- | ------- | ------- | ------------------------------------ | ------ | ----- | ----- |
|                                  | Vito Santarsiero ✔️ Sindaco | 21 233               | 59,31               | 21 261  | 46,46   | Partito Democratico                  | 9 853  | 22,04 | 12    |
| Popolari Uniti                   | Vito Santarsiero ✔️ Sindaco | 21 233               | 59,31               | 21 261  | 46,46   | 4 221                                | 9,44   | 5     |       |
| Con Santarsiero per Potenza      | Vito Santarsiero ✔️ Sindaco | 21 233               | 59,31               | 21 261  | 46,46   | 4 206                                | 9,41   | 5     |       |
| La Potenza dei Cittadini         | Vito Santarsiero ✔️ Sindaco | 21 233               | 59,31               | 21 261  | 46,46   | 1 338                                | 2,99   | 1     |       |
| Sinistra per la Basilicata       | Vito Santarsiero ✔️ Sindaco | 21 233               | 59,31               | 21 261  | 46,46   | 1 043                                | 2,33   | 1     |       |
| Federazione dei Verdi            | Vito Santarsiero ✔️ Sindaco | 21 233               | 59,31               | 21 261  | 46,46   | 667                                  | 1,49   | –     |       |
|                                  | Giuseppe Molinari           | 14 569               | 40,69               | 16 172  | 35,34   | Il Popolo della Libertà              | 5 634  | 12,60 | 5     |
| Democratici e Cattolici          | Giuseppe Molinari           | 14 569               | 40,69               | 16 172  | 35,34   | 3 897                                | 8,72   | 3     |       |
| Civica per la Città              | Giuseppe Molinari           | 14 569               | 40,69               | 16 172  | 35,34   | 2 609                                | 5,84   | 2     |       |
| Federazione di Centro            | Giuseppe Molinari           | 14 569               | 40,69               | 16 172  | 35,34   | 1 364                                | 3,05   | 1     |       |
| I Socialisti Italiani            | Giuseppe Molinari           | 14 569               | 40,69               | 16 172  | 35,34   | 1 180                                | 2,64   | 1     |       |
| Potenza delle Libertà            | Giuseppe Molinari           | 14 569               | 40,69               | 16 172  | 35,34   | 769                                  | 1,72   | –     |       |
| Unione Democratica di Basilicata | Giuseppe Molinari           | 14 569               | 40,69               | 16 172  | 35,34   | 512                                  | 1,15   | –     |       |
| La Grande Lucania                | Giuseppe Molinari           | 14 569               | 40,69               | 16 172  | 35,34   | 327                                  | 0,73   | –     |       |
| Giovani Federalisti Lucani       | Giuseppe Molinari           | 14 569               | 40,69               | 16 172  | 35,34   | 156                                  | 0,35   | –     |       |
| Seggio di coalizione             | Seggio di coalizione        | Seggio di coalizione | 40,69               | 16 172  | 35,34   | 1                                    |        |       |       |
|                                  | Emilio Libutti              | Emilio Libutti       | Emilio Libutti      | 2 878   | 6,29    | Unione di Centro                     | 2 392  | 5,35  | –     |
| Seggio di coalizione             | Seggio di coalizione        | Seggio di coalizione | Emilio Libutti      | 2 878   | 6,29    | 1                                    |        |       |       |
|                                  | Antonio Autilio             | Antonio Autilio      | Antonio Autilio     | 2 525   | 5,52    | Italia dei Valori                    | 2 463  | 5,51  | –     |
| Seggio di coalizione             | Seggio di coalizione        | Seggio di coalizione | Antonio Autilio     | 2 525   | 5,52    | 1                                    |        |       |       |
|                                  | Salvatore Lacerra           | Salvatore Lacerra    | Salvatore Lacerra   | 1 956   | 4,27    | Movimento per le Autonomie           | 974    | 2,18  | –     |
| L'Altra Città                    | Salvatore Lacerra           | Salvatore Lacerra    | Salvatore Lacerra   | 1 956   | 4,27    | 504                                  | 1,13   | –     |       |
| Seggio di coalizione             | Seggio di coalizione        | Seggio di coalizione | Salvatore Lacerra   | 1 956   | 4,27    | 1                                    |        |       |       |
|                                  | Marcello Travaglini         | Marcello Travaglini  | Marcello Travaglini | 789     | 1,72    | Partito della Rifondazione Comunista | 474    | 1,06  | –     |
|                                  | Michele Somma               | Michele Somma        | Michele Somma       | 178     | 0,39    | Comunità Lucana                      | 116    | 0,26  | –     |
| Totale                           | Totale                      | 35 802               | 100                 | 45 759  | 100     |                                      | 44 699 | 100   | 40    |
|                                  |                             |                      |                     |         |         |                                      |        |       |       |
| Fonte: Ministero dell'interno    |                             |                      |                     |         |         |                                      |        |       |       |